# Pyrausta aurithoracalis
Pyrausta aurithoracalis is een vlinder van de familie van de grasmotten (Crambidae). De wetenschappelijke naam van deze soort is voor het eerst voorgesteld als Botys aurithoracalis door Hugo Theodor Christoph in een publicatie uit 1885.
De soort komt voor in Turkmenistan.